# Antoculeora chalsytis
Antoculeora chalsytis är en fjärilsart som beskrevs av Vincenz Kollar. Antoculeora chalsytis ingår i släktet Antoculeora och familjen nattflyn. Inga underarter finns listade i Catalogue of Life.